# 대전둘레산길
대전둘레산길은 대전 주위의 등산로를 연결한 12개 구간 138km의 둘레길이다.  보문산, 만인산, 식장산, 계족산, 금병산, 우산봉, 갑하산, 빈계산, 성북산, 방동저수지, 구봉산을 지난다. 2022년 국가숲길로 지정되었다.

## 조성
대전둘레산길은 2004년 대전과 산을 사랑하는 사람들이 모여 ‘대전둘레산길잇기’ 동호회를 결성한 것이 시초다. 이들은 대전을 둘러싼 산의 능선과 능선을 연결한 12개 구간 138km의 둘레산길 노선을 개척했다.

## 구간 목록
대전둘레산길은 총 12개의 구간으로 구성되어 있으며, 한밭도서관 인근 공원부터 1구간으로 두어, 반시계 방향으로 구간 순번을 정했다.
| 구간명 | 별칭         | 시발지        | 주요 경유지                                          | 종착지        | 거리 | 소요 시간 | 소재지               |
| ------ | ------------ | ------------- | ---------------------------------------------------- | ------------- | ---- | --------- | -------------------- |
| 1구간  | 보문산길     | 청년광장      | 고촉사 → 보문산 → 보문사지 → 구완터널 → 오도산       | 금동고개      | 9.3  | 6.0       | 중구                 |
| 2구간  | 만인산길     | 금동고개      | 돌탑봉 → 떡갈봉 → 안산 → 먹치고개 → 만인산           | 만인산 휴게소 | 13.1 | 7.5       | 중구 → 동구          |
| 3구간  | 머들령길     | 만인산 휴게소 | 정기봉 → 지봉산 → 마달터널 → 명지봉 → 국사봉         | 삼괴동        | 12.5 | 7.5       | 동구                 |
| 4구간  | 식장산길     | 삼괴동        | 닭재 → 망덕봉 → 식장산 → 식장루 → 세천공원           | 동신과학고    | 13.6 | 7.5       | 동구                 |
| 5구간  | 계족산성길   | 동신과학고    | 갈현성 → 능성 → 대전터널 → 고봉산 → 계족산성         | 용화사        | 11.0 | 6.5       | 동구 → 대덕구        |
| 6구간  | 금강길       | 용화사        | 계족산 → 장동고개 → 철도차량정비창 → 현도교 → 불무교 | 봉산동        | 13.5 | 7.5       | 대덕구 → 유성구      |
| 7구간  | 금병산길     | 봉산동        | 봉오산 → 보덕봉 → 연화봉 → 금병산 → 수양산           | 안산동        | 12.2 | 7.5       | 유성구               |
| 8구간  | 우산봉길     | 안산동        | 안산동산성 → 우산봉 → 신선봉 → 갑하산 → 삽재         | 갑동          | 9.0  | 6.0       | 유성구               |
| 9구간  | 수통골길     | 갑동          | 삽재 → 도덕봉 → 자티고개 → 금수봉 → 빈계산           | 수통골        | 10.0 | 6.0       | 유성구               |
| 10구간 | 성북동산성길 | 수통골        | 빈계산 → 범바위 → 용바위 → 성북동산성 → 산장산       | 방동저수지    | 7.9  | 5.5       | 유성구               |
| 11구간 | 구봉산길     | 방동저수지    | 대고개 → 구봉산 → 괴곡동 느티나무 → 효자봉 → 쟁기봉  | 안영교        | 9.4  | 6.5       | 유성구 → 서구 → 중구 |
| 12구간 | 동물원길     | 안영교        | 쟁기봉 → 장안봉 → 해철이봉 → 만성산 → 보문산         | 청년광장      | 11.5 | 7.0       | 중구                 |

### 1구간(보문산길)
1구간은 한밭도서관 오른쪽 오르막길 중에 있는 청년광장부터 시작해 고촉사, 보문산, 보문사지, 구완터널 상부, 오도산을 거쳐 금동과 장척동 경계에서 끝나는 구간이다. 1구간은 처음 고촉사를 거쳐 보문산까지 오르는 구간까지는 많은 체력이 소모되지만, 이후부터는 힘들지 않고 여유롭게 산행할 수 있다.

### 2구간(만인산길)
2구간은 1구간 종착지인 금동과 장척동 경계에서 시작해 돌탑봉, 떡갈봉, 안산, 만인산을 거쳐 추부터널 근처에 있는 만인산 휴게소에서 끝나는 구간이다. 동구·중구 간의 경계와 대전광역시·충청남도 금산군 간의 경계에 주로 형성되어 있으며, 많은 사람들이 다니지 않는 산길이다. 따라서 주위에 살펴봐야 하는 등 많은 주의가 필요한 구간이다.

### 3구간(머들령길)
3구간은 만인산 휴게소에서 시작해 정기봉, 지봉산, 머들령, 마달봉, 명지봉, 국사봉, 계현산성(닭재)을 거쳐 삼괴동에서 끝나는 구간이다. 5개의 봉우리를 넘어야 하는 구간으로, 높낮이가 심한 구간이어서 많은 체력이 소모된다. 정기봉은 대전광역시에서는 식장산 다음으로 해발 고도가 높은 산으로, 정기봉을 지나 머들령 부근 산 정상부의 산성을 비롯하여 여러 곳에서 보루를 확인할 수 있다.

### 4구간(식장산길)
4구간은 3구간 종착지인 삼괴동에서 시작해 계현산성(닭재), 망덕봉, 식장산을 거쳐 세천공원까지 내려가 대전동신과학고등학교 인근에 있는 시내버스 시·종점에서 끝나는 구간이다. 전체적으로 산길이 잘 정비되어 있으나 높낮이가 심해 등산에 익숙하지 않는다면 어려워할 수 있다.

### 5구간(계족산성길)
5구간은 4구간 종착지인 대전동신과학고등학교 인근 시내버스 시·종점에서 시작해 갈현성, 능성, 대전터널 상부, 고봉산, 성재산, 계족산성을 거쳐 용화사에서 끝나는 구간이다. 전체적으로 완만하며 체력 소모량이 상대적으로 적다. 또한 구간의 중간 부분부터 좌측에는 대전광역시 시내 전경을, 우측에는 대청호를 볼 수 있다.

### 6구간(금강길)
6구간은 용화사에서 시작해 계족산, 장동고개, 철도차량정비창, 신탄진정수장, 현도교, 대전드론공원, 불무교를 거쳐 봉산동에 있는 시내버스 시·종점에서 끝나는 구간이다. 장동고개를 지나서 능선 상에는 육군 32사단 예하 대대가 있기 때문에 철도차량정비창 쪽으로 우회해서 산행해야 한다. 이후 다시 능선으로 붙어 금강까지 산행한 후 5km 정도 금강 따라 걸어가면 된다.

### 7구간(금병산길)
7구간은 6구간 종착지인 봉산동 시내버스 시·종점에서 시작해 오봉산, 보덕봉, 용바위, 금병산, 노루봉, 수양산을 거쳐 안산동에 있는 시내버스 시·종점에서 끝나는 구간이다. 7구간에 속한 산들은 해발 고도가 상대적으로 높지 않으며, 이 구간 주변에 사는 주민들이 주로 찾는 뒷동산 같은 곳이다. 완만하게 능선이 연결되어 있어 산길을 걷기에 편리하다. 단, 자운대와 국방과학연구소가 구간 근처에 있기 때문에 키 큰 잡초들이 무성한 구간도 있기 때문에 조심해야 한다.

### 8구간(우산봉길)
8구간은 7구간 종착지인 안산동 시내버스 시·종점에서 시작해 안산동산성, 우산봉, 갑하산, 삽재를 거쳐 갑동에서 끝나는 구간이다. 숲속길과 능선길이 조화를 이르는 구간으로, 우산봉까지는 가파르지만, 이후 갑하산까지 연결되는 능선은 손색이 없으며, 계룡산을 볼 수 있다.

### 9구간(수통골길)
9구간은 8구간 종착지인 갑동에서 시작해 도덕봉, 금수봉, 빈계산을 거쳐 수통골에서 끝나는 구간이다. 이 구간은 계룡산국립공원 안에 있는 구간으로, 산이 높고 계곡이 깊어 다양한 야생동물이 서식하고 있다. 삽재에서 도덕봉을 오르는 초입은 체력이 약간 소모되지만, 그리 어렵지 않다.

### 10구간(성북동산성길)
10구간은 9구간 수통골에서 시작해 범바위, 용바위, 성북동산성, 산장산을 거쳐 방동저수지에서 끝나는 구간이다. 빈계산 정상에서 방동저수지로 이어지는 산줄기의 경사가 완만하게 이루고 있어 편하게 산행할 수 있으며, 전체 구간 중 가장 짧다. 흔히 알려지지 않은 등산로이지만, 잘 정비되어 있다.

### 11구간(구봉산길)
11구간은 방동저수지에서 시작해 구봉산을 거쳐 괴곡동 느티나무를 지나, 갑천을 건너 대전정림중학교 부근에서 다시 올라가 효자봉과 쟁기봉을 거쳐 안영교에서 끝나는 구간이다. 구봉산을 거치기 때문에 오르고 내려가는 구간이 많이 있다.

### 12구간(동물원길)
12구간은 안영교에서 시작해 장안봉, 해철이봉, 만성산을 거쳐 뿌리공원을 가로질러 대전 오-월드 뒷쪽을 거쳐 보문산과 고촉사를 거쳐 1구간 시발지인 청년광장에서 끝나는 구간이다. 쟁기봉에서 만성산 구간은 거의 ¾바퀴 도는 수준으로 커브되어 있으며, 만만하지 않은 구간이다. 별칭이 '동물원길'인데, 이는 대전 오-월드 뒤를 거치는데, 대전 오-월드가 처음에 생겼을 때 이름이 '대전 동물원'이었으며, 해당 구간도 동물원 구역 옆에 있는 놀이기구들 뒤쪽으로 해서 가기 때문이다.

## 특색
대전둘레산길은 도심을 둘러싸고 있어 도심 경관과 산림생태자원을 동시에 접할 수 있다. 칠갑산소나무길, 춘하추동숲길, 향기치유길, 사색의 길, 하늘다람쥐길, 왕의 숲길, 모두의 길, 대전 산안(內)길, 대전 해맞이길, 산성투어길 등 10개의 테마(주제)형 순환 숲길이 연계되어 있으며, 숲길을 따라 14개의 산성과 태조 이성계 태실 등 역사·문화자원을 접할 수 있다. 버스를 이용한 대중교통망이 편리하다.